# Ewok

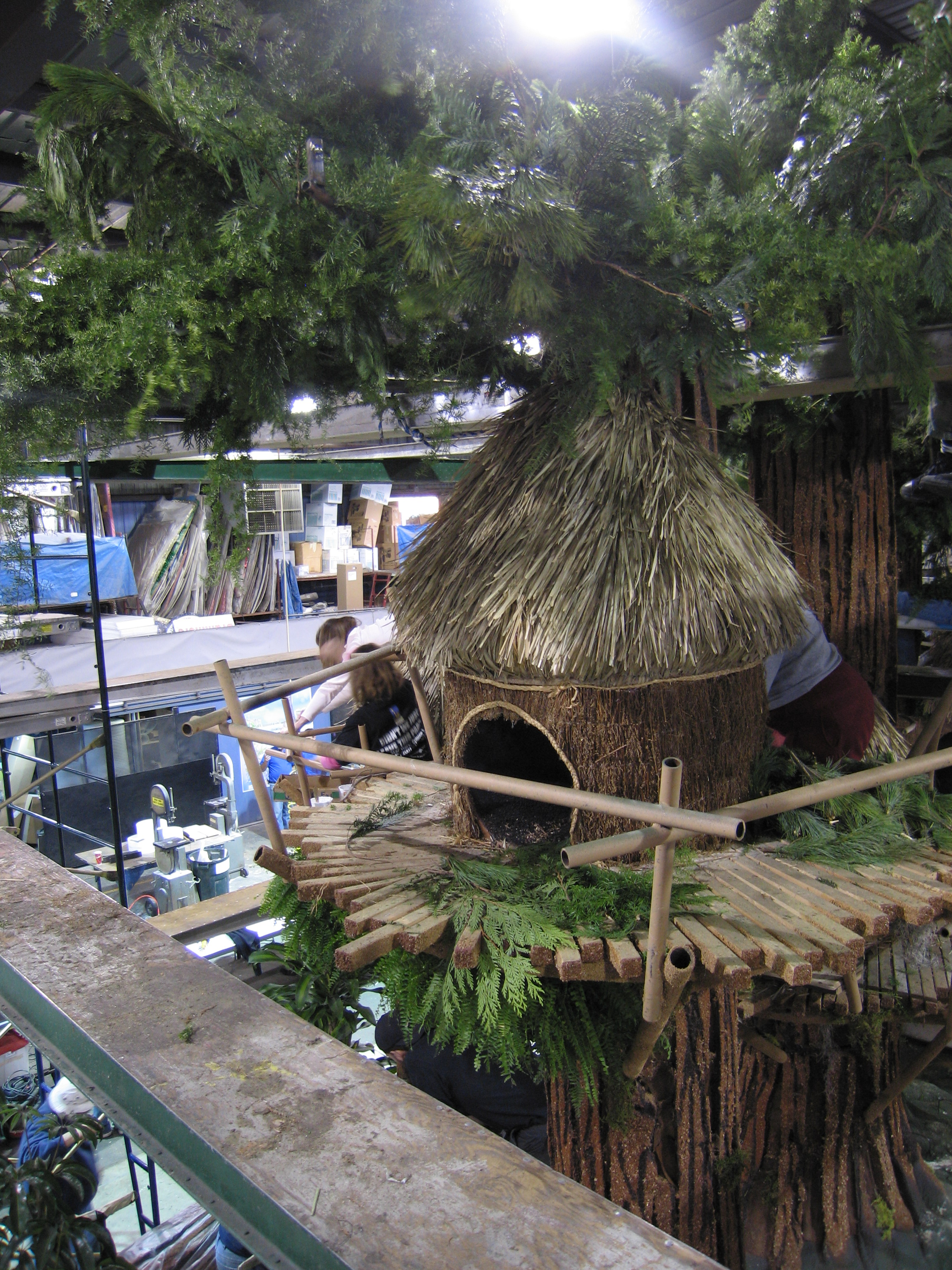
Verbeelding van een Ewok-dorp.

Ewoks zijn een fictief ras uit de Star Wars saga, wonend op  de bosmaan Endor. Ze komen voor in Star Wars: Episode VI: Return of the Jedi.

## Bekende Ewok
Wicket W. Warrick, de Ewok die Prinses Leia ontmoette, werd in de Star Warsverfilming gespeeld door acteur Warwick Davis. 

## Uiterlijk
Ewoks zijn harige humanoïde wezentjes van ongeveer 1 meter hoog. Ze lijken op kleine beren, en hebben platte gezichten met grote juweelachtige ogen. Hun vachtkleur verschilt per individu. Zo worden in de films onder andere bruin, blond, wit, zwart en grijs gezien. Ondanks hun geringe formaat zijn ze fysiek erg sterk. 

## Cultuur
Ewoks zijn een (in vergelijking met andere rassen uit de serie) primitief ras van jagers-verzamelaars. Ze gebruiken geen sciencefictionachtige wapens zoals lasers, maar met de hand gemaakt speren, slingers en pijlen. Daarnaast zijn ze bedreven in het maken van hanggliders en vallen voor het vangen van prooien.
Ewoks wonen in hutten die op plateaus hoog in de bomen zijn gebouwd. Het dorp staat onder leiding van een groep oudere Ewoks, aangevoerd door een hoofdman. Verder kennen ze ook een medicijnman. 
Ewoks zijn van nature nieuwsgierig en muzikaal.

## Taal
De Ewoks spreken een taaltje genaamd Ewokese. Deze taal werd door C-3PO omschreven als een “primitief dialect” waar zelfs hij wat moeite mee had. De taal is bedacht door geluidstechnicus Ben Burtt.

## Episode VI: Return of the Jedi
De Ewoks kwamen Han Solo, Leia Organa en Chewbacca te hulp toen die de schildgenerator van de tweede Death Star uit moesten schakelen, maar hierbij in een hinderlaag liepen van Keizerlijke soldaten. Ondanks hun primitieve wapens slaagden de Ewoks er wel in een aantal soldaten uit te schakelen, zodat de rebellen de schildgenerator van de tweede Death Star kapot konden maken.

## Andere media
- The Ewok Adventure
- Ewoks: The Battle for Endor
- Star Wars: Ewoks